# GR-27
El GR-27, llamado también senda del Valle Esgueva es un sendero verde que recorre 78 km entre Valladolid y Encinas de Esgueva, y cruza el valle aprovechando el Camino Real.
El valle está explotado económicamente por varios tipos de cultivos, desde cereales en el monte a huertas en las riberas, y es visitado en primavera por los rebaños trashumantes de ovejas merinas. 

## Itinerario
Valladolid - Renedo de Esgueva - Castronuevo de Esgueva – Villarmentero de Esgueva - Olmos de Esgueva - Villanueva de los Infantes - Piña de Esgueva - Esguevillas de Esgueva - Villafuerte de Esgueva - Amusquillo - Villaco - Castroverde de Cerrato - Torre de Esgueva - Fombellida - Canillas de Esgueva – Encinas de Esgueva.

## Longitud
- 78 kilómetros, siguiendo el cauce del río Esgueva por la provincia de Valladolid.

## Cartografía
- Instituto Geográfico Nacional - Escala 1:50.000: Mapas n.º 372 Valladolid, n.º 343 Cigales, n.º 344 Esguevillas de Esgueva y n.º 345 Roa.